# Parchi nazionali del Venezuela

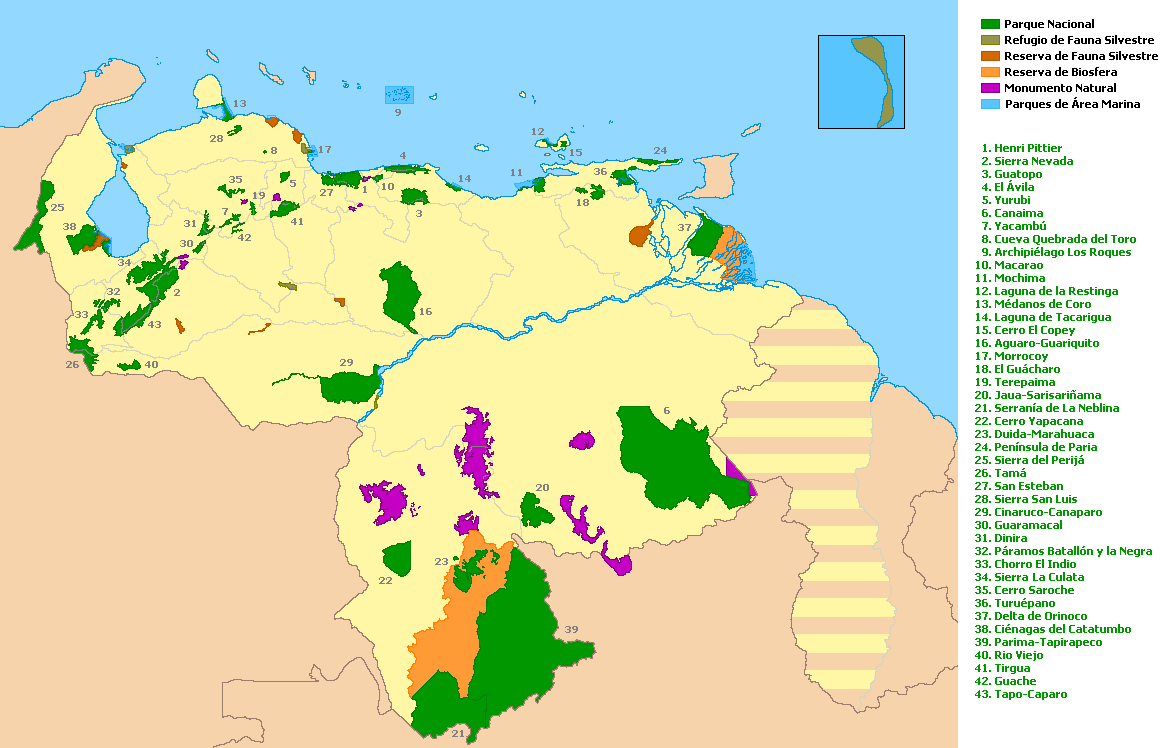
Mappa delle aree naturali protette del Venezuela
(in verde i territori dei Parchi nazionali)

I parchi nazionali del Venezuela sono aree naturali protette che ospitano ecosistemi costituiti da organismi viventi, animali e vegetali, o habitat di interesse biologico e paesaggistico, che devono essere tutelati dall'alterazione dell'uomo. Al loro interno sono consentite "attività di carattere educativo, scientifico, sportivo e artistico che contribuiscano alla creazione di una coscienza ambientale." L'intera rete dei parchi nazionali del Venezuela è sotto l'amministrazione dell'Instituto Nacional de Parques (INPARQUES).
Al 2019 sono stati istituiti 43 parchi nazionali, per una superficie complessiva di circa 207 745 km², pari a circa il 22% del territorio venezuelano.
I parchi con la maggiore estensione sono il Parco nazionale El Caura con 75.340 km², il Parco nazionale Parima-Tapirapeco, con 39.000 km² e il Parco nazionale di Canaima, con 30.000 km². I più piccoli sono il Parco nazionale Cueva de la Quebrada del Toro, con 48,85 km², e il Parco nazionale Cerro El Copey-Jóvito Villalba, con 71,30 km²
| Codice | Nome                                           | Entità Federale                                | Anno di istituzione | Superficie (km²) | Mappa localizzazione                                                | Immagine |
| ------ | ---------------------------------------------- | ---------------------------------------------- | ------------------- | ---------------- | ------------------------------------------------------------------- | -------- |
| PN 01  | Parco nazionale Henri Pittier                  | Aragua Carabobo                                | 1937                | 1 078            | Mappa di localizzazione: Venezuela · Parchi nazionali del Venezuela |          |
| PN 02  | Parco nazionale Sierra Nevada                  | Mérida Barinas                                 | 1952                | 2 764,46         | Mappa di localizzazione: Venezuela · Parchi nazionali del Venezuela |          |
| PN 03  | Parco nazionale Guatopo                        | Miranda Guárico                                | 1958                | 1 224,64         | Mappa di localizzazione: Venezuela · Parchi nazionali del Venezuela |          |
| PN 04  | Parco nazionale Waraira Repano                 | Distretto Capitale Miranda Dipendenze Federali | 1958                | 851,92           | Mappa di localizzazione: Venezuela · Parchi nazionali del Venezuela |          |
| PN 05  | Parco nazionale Yurubí                         | Yaracuy                                        | 1960                | 236,70           | Mappa di localizzazione: Venezuela · Parchi nazionali del Venezuela |          |
| PN 06  | Parco nazionale di Canaima                     | Bolívar                                        | 1962                | 30 000           | Mappa di localizzazione: Venezuela · Parchi nazionali del Venezuela |          |
| PN 07  | Parco nazionale Yacambú                        | Lara                                           | 1962                | 269,16           | Mappa di localizzazione: Venezuela · Parchi nazionali del Venezuela |          |
| PN 08  | Parco nazionale Cueva de la Quebrada del Toro  | Falcón                                         | 1969                | 48,85            | Mappa di localizzazione: Venezuela · Parchi nazionali del Venezuela |          |
| PN 09  | Parco nazionale Arcipelago de Los Roques       | Dipendenze Federali                            | 1972                | 2 211,20         | Mappa di localizzazione: Venezuela · Parchi nazionali del Venezuela |          |
| PN 10  | Parco nazionale Macarao                        | Distretto Capitale Miranda                     | 1973                | 150              | Mappa di localizzazione: Venezuela · Parchi nazionali del Venezuela |          |
| PN 11  | Parco nazionale Mochima                        | Sucre Anzoátegui                               | 1973                | 949,35           | Mappa di localizzazione: Venezuela · Parchi nazionali del Venezuela |          |
| PN 12  | Parco nazionale Laguna de La Restinga          | Dipendenze Federali                            | 1974                | 188,62           | Mappa di localizzazione: Venezuela · Parchi nazionali del Venezuela |          |
| PN 13  | Parco nazionale Médanos de Coro                | Falcón                                         | 1974                | 912,80           | Mappa di localizzazione: Venezuela · Parchi nazionali del Venezuela |          |
| PN 14  | Parco nazionale Laguna di Tacarigua            | Miranda                                        | 1974                | 391              | Mappa di localizzazione: Venezuela · Parchi nazionali del Venezuela |          |
| PN 15  | Parco nazionale Cerro El Copey-Jóvito Villalba | Dipendenze Federali                            | 1974                | 71,30            | Mappa di localizzazione: Venezuela · Parchi nazionali del Venezuela |          |
| PN 16  | Parco nazionale Aguaro-Guariquito              | Guárico                                        | 1974                | 5 690            | Mappa di localizzazione: Venezuela · Parchi nazionali del Venezuela |          |
| PN 17  | Parco nazionale Morrocoy                       | Falcón                                         | 1974                | 320,90           | Mappa di localizzazione: Venezuela · Parchi nazionali del Venezuela |          |
| PN 18  | Parco nazionale El Guácharo                    | Monagas                                        | 1975                | 627              | Mappa di localizzazione: Venezuela · Parchi nazionali del Venezuela |          |
| PN 19  | Parco nazionale Terepaima                      | Lara Portuguesa                                | 1976                | 186,5            | Mappa di localizzazione: Venezuela · Parchi nazionali del Venezuela |          |
| PN 20  | Parco nazionale Jaua-Sarisariñama              | Bolívar                                        | 1978                | 3 300            | Mappa di localizzazione: Venezuela · Parchi nazionali del Venezuela |          |
| PN 21  | Parco nazionale Serranía La Neblina            | Vargas                                         | 1978                | 13 600           | Mappa di localizzazione: Venezuela · Parchi nazionali del Venezuela |          |
| PN 22  | Parco nazionale Cerro Yapacana                 | Vargas                                         | 1978                | 3 200            | Mappa di localizzazione: Venezuela · Parchi nazionali del Venezuela |          |
| PN 23  | Parco nazionale Duida-Marahuaca                | Vargas                                         | 1978                | 3 737,4          | Mappa di localizzazione: Venezuela · Parchi nazionali del Venezuela |          |
| PN 24  | Parco nazionale Penisola di Paria              | Sucre                                          | 1978                | 375              | Mappa di localizzazione: Venezuela · Parchi nazionali del Venezuela |          |
| PN 25  | Parco nazionale Sierra de Perijá               | Zulia                                          | 1978                | 2 952,88         | Mappa di localizzazione: Venezuela · Parchi nazionali del Venezuela |          |
| PN 26  | Parco nazionale El Tamá (Venezuela)            | Táchira Apure                                  | 1979                | 1 390            | Mappa di localizzazione: Venezuela · Parchi nazionali del Venezuela |          |
| PN 27  | Parco nazionale Santo Stefano                  | Carabobo                                       | 1987                | 445              | Mappa di localizzazione: Venezuela · Parchi nazionali del Venezuela |          |
| PN 28  | Parco nazionale Juan Crisóstomo Falcón         | Falcón                                         | 1987                | 200              | Mappa di localizzazione: Venezuela · Parchi nazionali del Venezuela |          |
| PN 29  | Parco nazionale Santos Luzardo                 | Apure                                          | 1988                | 5 843,68         | Mappa di localizzazione: Venezuela · Parchi nazionali del Venezuela |          |
| PN 30  | Parco nazionale Guaramacal                     | Trujillo Portuguesa                            | 1988                | 214,66           | Mappa di localizzazione: Venezuela · Parchi nazionali del Venezuela |          |
| PN 31  | Parco nazionale Dinira                         | Lara Portuguesa Trujillo                       | 1988                | 453,28           | Mappa di localizzazione: Venezuela · Parchi nazionali del Venezuela |          |
| PN 32  | Parco nazionale General Juan Pablo Peñaloza    | Mérida Táchira                                 | 1989                | 952              | Mappa di localizzazione: Venezuela · Parchi nazionali del Venezuela |          |
| PN 33  | Parco nazionale Chorro El Indio                | Táchira                                        | 1989                | 170              | Mappa di localizzazione: Venezuela · Parchi nazionali del Venezuela |          |
| PN 34  | Parco nazionale Sierra de La Culata            | Mérida Trujillo                                | 1989                | 2 004            | Mappa di localizzazione: Venezuela · Parchi nazionali del Venezuela |          |
| PN 35  | Parco nazionale Cerro Saroche                  | Lara                                           | 1989                | 322,94           | Mappa di localizzazione: Venezuela · Parchi nazionali del Venezuela |          |
| PN 36  | Parco nazionale Turuépano                      | Sucre                                          | 1991                | 726              | Mappa di localizzazione: Venezuela · Parchi nazionali del Venezuela |          |
| PN 37  | Parco nazionale Mariusa                        | Delta Amacuro                                  | 1991                | 3 310            | Mappa di localizzazione: Venezuela · Parchi nazionali del Venezuela |          |
| PN 38  | Parco nazionale del Catatumbo                  | Zulia                                          | 1991                | 2 261,3          | Mappa di localizzazione: Venezuela · Parchi nazionali del Venezuela |          |
| PN 39  | Parco nazionale Parima-Tapirapeco              | Vargas                                         | 1991                | 39 000           | Mappa di localizzazione: Venezuela · Parchi nazionali del Venezuela |          |
| PN 40  | Parco nazionale Río Viejo-San Camilo           | Apure                                          | 1992                | 800              | Mappa di localizzazione: Venezuela · Parchi nazionali del Venezuela |          |
| PN 41  | Parco nazionale El Guache                      | Lara Portuguesa                                | 1992                | 125              | Mappa di localizzazione: Venezuela · Parchi nazionali del Venezuela |          |
| PN 42  | Parco nazionale Tapo-Caparo                    | Barinas Mérida Táchira                         | 1993                | 2 050            | Mappa di localizzazione: Venezuela · Parchi nazionali del Venezuela |          |
| PN 43  | Parco nazionale El Caura                       | Bolívar Vargas                                 | 2017                | 75 340           | Mappa di localizzazione: Venezuela · Parchi nazionali del Venezuela |          |